# Medora (Indiana)
Medora és una població dels Estats Units a l'estat d'Indiana. Segons el cens del 2000 tenia 565 habitants.

## Demografia
Segons el cens del 2000, Medora tenia 565 habitants, 239 habitatges, i 163 famílies. La densitat de població era de 681,7 habitants/km².
Dels 239 habitatges en un 29,7% hi vivien nens de menys de 18 anys, en un 45,6% hi vivien parelles casades, en un 18,4% dones solteres, i en un 31,4% no eren unitats familiars. En el 27,6% dels habitatges hi vivien persones soles el 15,5% de les quals corresponia a persones de 65 anys o més que vivien soles. El nombre mitjà de persones vivint en cada habitatge era de 2,36 i el nombre mitjà de persones que vivien en cada família era de 2,85.
Per edats la població es repartia de la següent manera: un 25,5% tenia menys de 18 anys, un 8,5% entre 18 i 24, un 27,6% entre 25 i 44, un 21,6% de 45 a 60 i un 16,8% 65 anys o més.
L'edat mediana era de 36 anys. Per cada 100 dones de 18 o més anys hi havia 76,2 homes.
La renda mediana per habitatge era de 27.813 $ i la renda mediana per família de 31.111 $. Els homes tenien una renda mediana de 23.646 $ mentre que les dones 20.288 $. La renda per capita de la població era de 13.262 $. Entorn del 7,2% de les famílies i el 10,9% de la població estaven per davall del llindar de pobresa.

## Poblacions més properes
El següent diagrama mostra les poblacions més properes.